# Pachyphyllum tenue
Pachyphyllum tenue är en orkidéart som beskrevs av Rudolf Schlechter. Pachyphyllum tenue ingår i släktet Pachyphyllum och familjen orkidéer. Inga underarter finns listade i Catalogue of Life.